# The Real Housewives of Beverly Hills
The Real Housewives of Beverly Hills (abreviado RHOBH) es un reality show estadounidense que se estrenó el 14 de octubre de 2010 en Bravo. Desarrollado como la sexta entrega de la franquicia de The Real Housewives, siguiendo a The Real Housewives of Orange County, New York City, Atlanta, New Jersey, y D.C., ha emitido doce temporadas y se centra en las vidas personales y profesionales de varias mujeres residentes en Beverly Hills, California.

## Vista general

### Temporadas 1-4
The Real Housewives of Beverly Hills fue anunciado en marzo de 2010 como la sexta entega de la franquicia de The Real Housewives. El elenco fue anunciado el 31 de agosto de 2010, con las ex-actrices infantiles (y tías de Paris Hilton) Kim Richards y Kyle Richards, la heredera y mujer de negocios Adrienne Maloof, la dueña de restaurante y empresaria Lisa Vanderpump, Camille Grammer, exmujer del actor Kelsey Grammer, y Taylor Armstrong. La primera temporada se estrenó el 14 de octubre de 2010, con 1.5 millones de telespectadores y la valoración de la serie continuó creciendo, alcanzó los 3.7 millones de telespectadores entre la del episodio de 9 p. m. a 10 p. m. del 13 de enero de 2011, haciéndola la transmisión número uno entre adultos de 18 a 49 años. El final del 20 de enero de 2011 se convirtió en el episodio de la temporada 1 mejor calificado con 4,2 millones cuando se combinó con varias reposiciones nocturnas. La primera temporada de The Real Housewives of Beverly Hills se clasificó como la segunda serie de primera temporada mejor calificada de la franquicia Real Housewives en todos los datos demográficos, con un promedio de 2,42 millones de espectadores totales y 1,71 millones de adultos de 18 a 49 años. La serie también recibió un Premio de la Crítica Cinematográfica en 2011 por el mejor reality show.
La renovación de la segunda temporada de la serie fue anunciada en marzo de 2011, estrenándose el 5 de septiembre de 2011. Todo el elenco de la primera temporada regresó, con Brandi Glanville y Dana Wilkey presentadas como "Amigas de las amas de casa". Camille Grammer dejó el elenco principal al final de la segunda temporada de la serie. La segunda temporada fue reeditada después de la muerte del marido de Taylor Armstrong, Russell, quien se suicidó el 15 de agosto de 2011.
La tercera temporada se estrenó el 5 de noviembre de 2012. Brandi Glanville fue ascendida a ama de casa principal, y Yolanda Hadid fue añadida a la serie. Marisa Zanuck fue introducida como "Amiga de la ama de casa", y Camille Grammer obtuvo el mismo título. Faye Resnick oficialmente se unió al programa como "Amiga de las amas de casa" a mitad de la temporada. Las valoraciones para la tercera temporada descendieron de las previas temporadas. The Real Housewives of Beverly Hills alcanzó en toda la temporada como cifra máxima los 2.35 millones de telespectadores y 1.1 de índice de audiencia (telespectadores de edades entre 18 y 49 años) el 26 de noviembre de 2012, hundiéndose en el 34% con una segunda bajada en la temporada el 11 de marzo de 2013, con 1.56 millones de telespectadores y 0.7 índice de audiencia entre telespectadores de 18 a 49 años de edad.
La serie oficialmente renovó para una cuarta temporada el 2 de abril de 2013 Kyle Richards, Kim Richards, Taylor Armstrong, Brandi Glanville, Lisa Vanderpump, Yolanda Foster volvieron. Adrienne Maloof no regresó en la cuarta temporada, ni asistió a la reunión de la tercera temporada que fue grabada el 1 de marzo de 2013. Camille Grammer y Faye Resnick no regresaron más. Marisa Zanuck reveló más tarde que los productores no le pidieron volver para la cuarta temporada.
TMZ publicó un vídeo del músico Rod Stewart declarando que su mujer, Penny Lancaster, rechazó una oferta de Bravo para ser parte del elenco para la cuarta temporada. Se especuló que Lisa Rinna se uniría al elenco para la siguiente temporada, pero un representante de Bravo manifestó que "no era verdad" esa historia. E! News confirmó el 22 de junio de 2013, que Carlton Gebbia y Joyce Giraud de Ohoven se habían unido al elenco como principales amas de casa mientras que Taylor Armstrong había pasado a ser recurrente. La cuarta temporada se estrenó el 4 de noviembre de 2013.

### Temporadas 5-8
La renovación para la quinta temporada de The Real Housewives of Beverly Hills fue anunciada en abril de 2014. El 28 de mayo de 2014, se informó que Giraud y Gebbia no regresarían para la siguiente temporada. La quinta temporada comenzó a grabarse en junio de 2014, con Lisa Vanderpump, Brandi Glanville, Kim y Kyle Richards, y Yolanda Foster regresando. Las estrellas de telenovelas Lisa Rinna y Eileen Davidson se unieron como las nuevas amas de casa, mientras que las exmiembros del elenco Maloof, Meyer y Armstrong aparecieron como invitadas. Kim Richards y Glanville no regresaron para la sexta temporada como miembros del elenco regular.
Erika Girardi y Kathryn Edwards se unieron a la sexta temporada que se estrenó el 1 de diciembre de 2015. Kim Richards, Meyer, Armstrong, Resnick, Maloof y Glanville aparecieron como invitadas especiales, junto a Bethenny Frankel de The Real Housewives of New York City. Esta fue la última temporada de Hadid y la única de Edwards.
La séptima temporada se estrenó el 6 de diciembre de 2016 con la nueva ama de casa, Dorit Kemsley. Eden Sassoon se unió como amiga de las amas de casa. Meyer hizo varias apariciones a lo largo de la temporada y Kim Richards también se convirtió en amiga. Davidson y Sassoon abandonaron el programa tras la séptima temporada, al igual que Kim Richards por segunda vez.
La octava temporada se estrenó el 19 de diciembre de 2017, con la adición de la hija de John Mellencamp, Teddi, como la nueva ama de casa. Meyer regresó como amiga de las amas de casa, y Davidson, Resnick y Maloof aparecieron como invitadas, así como Frenkel.

### Temporadas 9-12
La novena temporada estrenó el 12 de febrero de 2019, contando con las seis miembros del elenco de la temporada pasada, y la actriz Denise Richards uniéndose al elenco. Meyer regresó nuevamente como amiga de las amas de casa, mientras que Kim Richards, Glanville y Resnick regresaron como invitadas. Vanderpump abandonó el programa tras la novena temporada y no atendió a la reunión habitual.
Para la décima temporada que estrenó el 15 de abril de 2020, la actriz Garcelle Beauvais se unió al reparto principal, mientras que Sutton Stracke debutó como amiga de las amas de casa. Meyer, Kim Richards, Maloof, Glanville, Davidson y Resnick aparecieron a lo largo de la temporada como invitadas. Tras el final de temporada, Denise Richards anunció que abandonaría el programa, mientras que Mellencamp fue despedida, aunque las razones de su despido no fueron reveladas.
La undécima temporada, estrenada el 19 de mayo de 2021, presentó a Crystal Kung-Minkoff y Stracke fue ascendida al reparto principal. Kathy Hilton se unió formalmente al elenco como amiga de las amas de casa, tras haber hecho apariciones esporádicas a lo largo del programa. Mellencamp apareció como invitada.
Para la duodécima temporada que estrenó el 11 de mayo de 2022, todo el elenco de la temporada pasada regresó, además de las nuevas adiciones Sanela Diana Jenkins y Sheree Zampino como amiga de las amas de casa. Mellencamp y Resnick aparcieron como invitadas. En enero de 2023, Rinna anunció su salida del programa, así como Jenkins y Zampino, tras tan sólo una temporada.

### Temporadas 13-
La decimotercera temporada, que se estrenó el 25 de octubre de 2023, contó con el regreso de las seis amas de casa restantes de la duodécima temporada, junto con la anexión de Annemarie Wiley. Los exmiembros del reparto Kim Richards, Grammer, Resnick y Denise Richards hicieron apariciones especiales.Kathy Hilton también hizo una aparición especial durante la reunión de la temporada. En marzo de 2024, Wiley anunció su salida de la serie. En abril de 2024, Kung Minkoff también confirmó su salida del programa después de tres temporadas.
En mayo de 2024, se anunció el elenco de la decimocuarta temporada, con el regreso de las cinco amas de casa restantes de la temporada anterior, junto con la nueva ama de casa Bozoma Saint John uniéndose al elenco, así como una nueva amiga de las amas de casa y la actriz Jennifer Tilly uniéndose, y Kathy Hilton regresando en calidad de "amiga de las amas de casa".

## Elenco

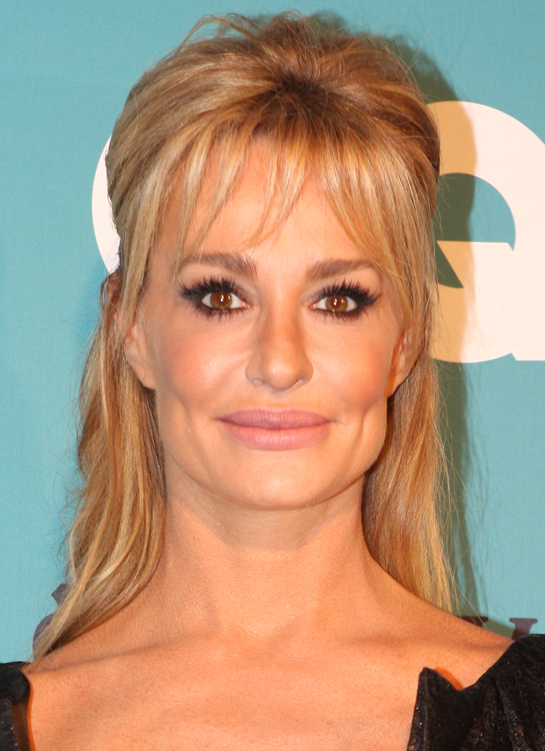
Taylor Armstrong
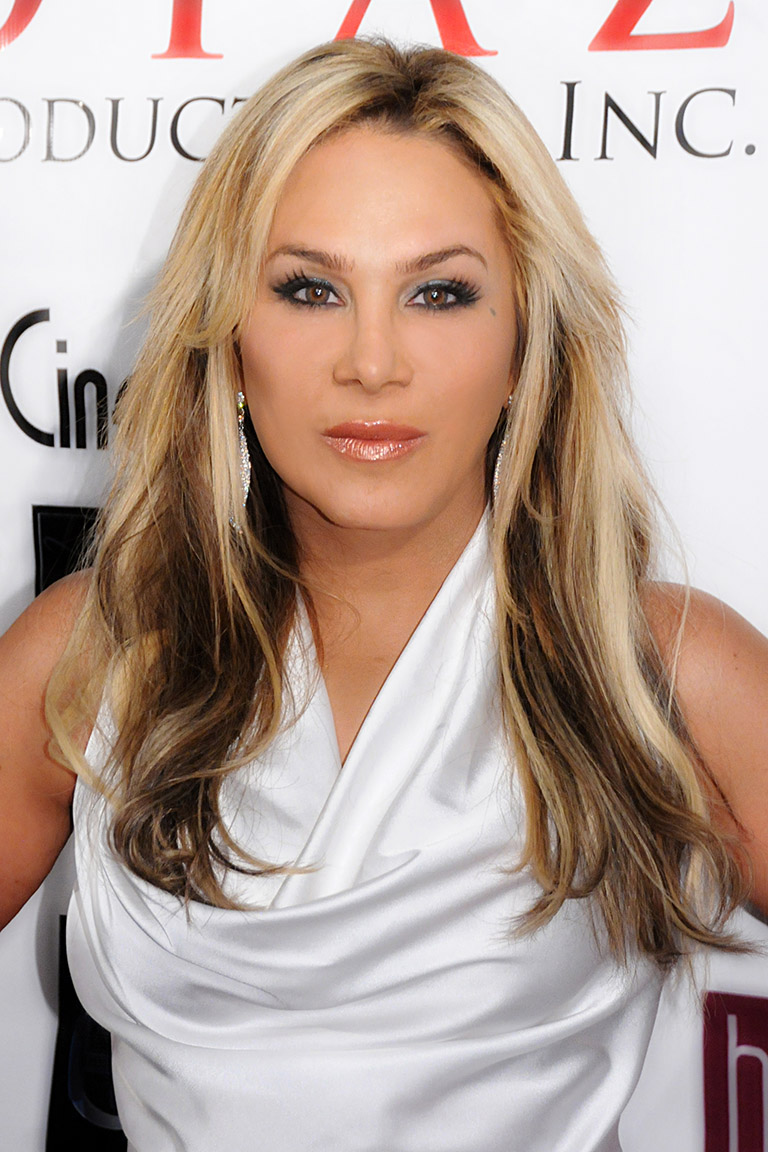
Adrienne Maloof
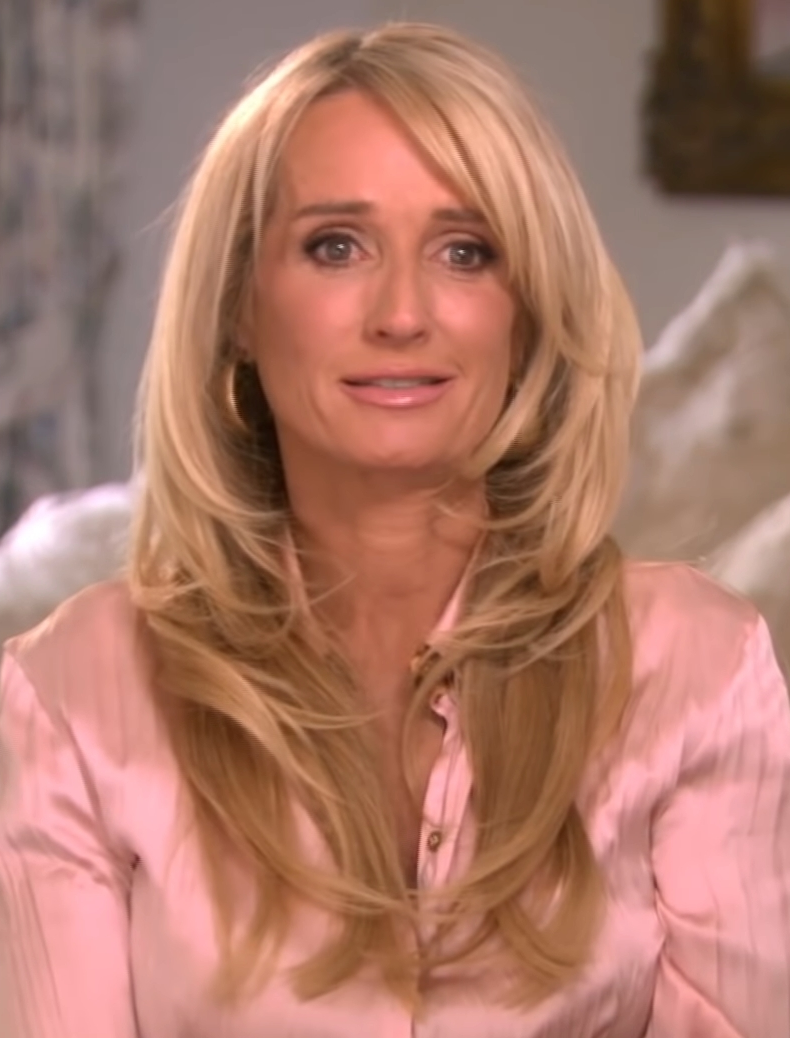
Kim Richards
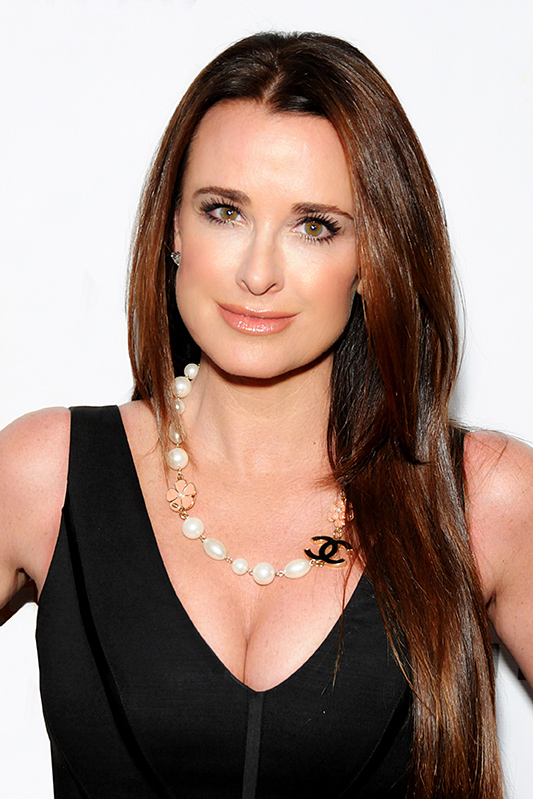
Kyle Richards
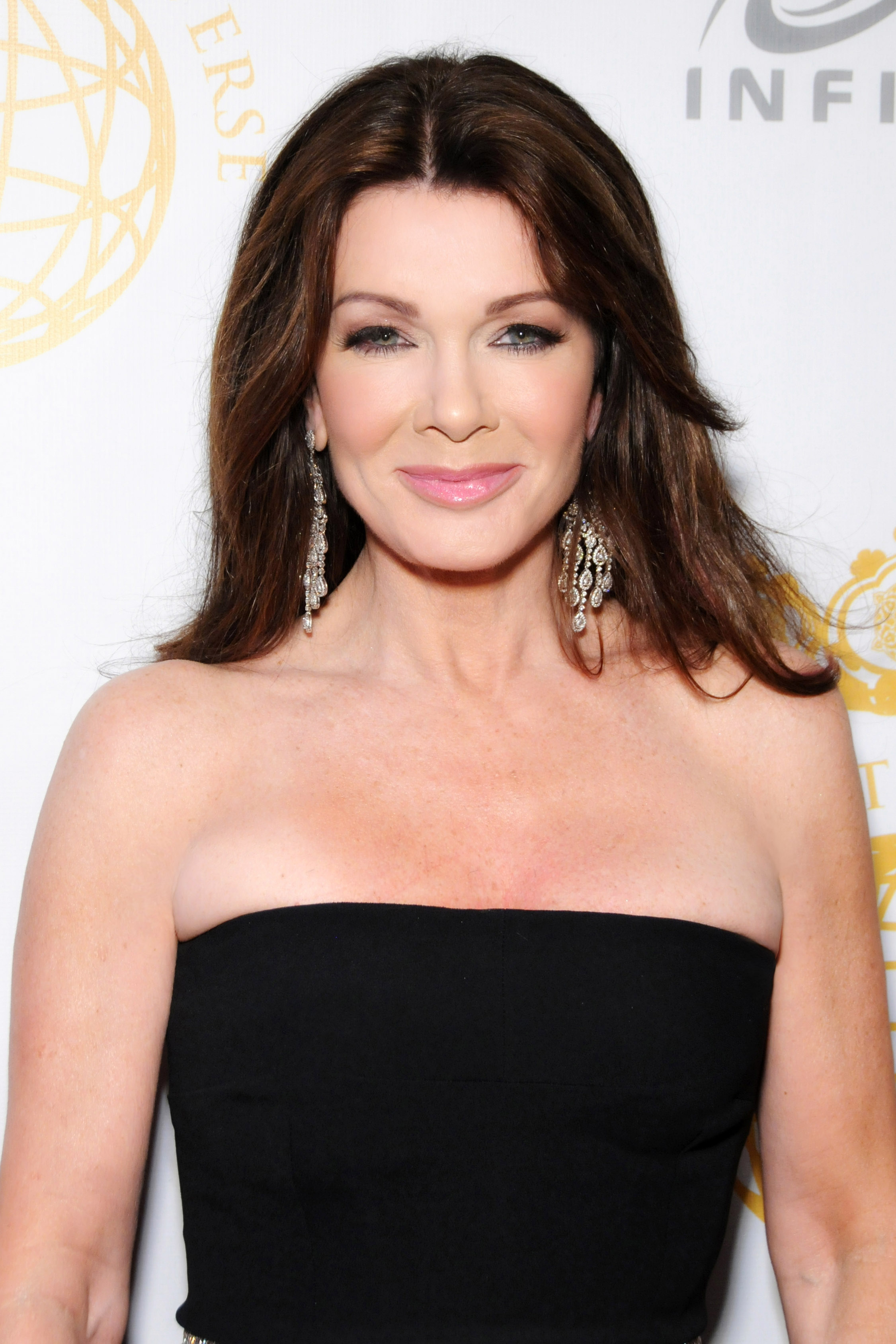
Lisa Vanderpump
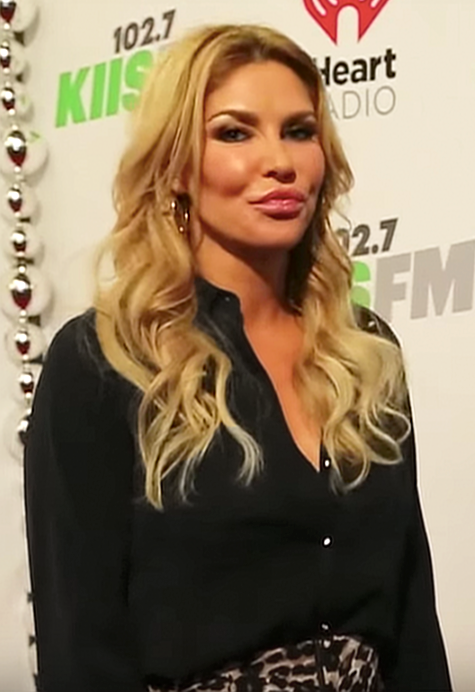
Brandi Glanville
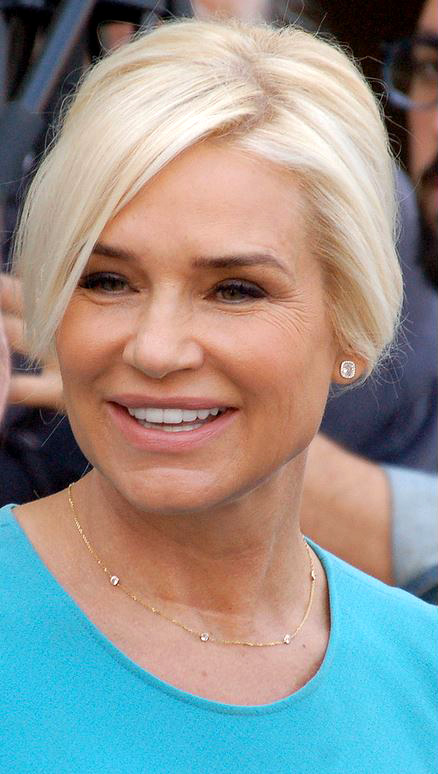
Yolanda Hadid
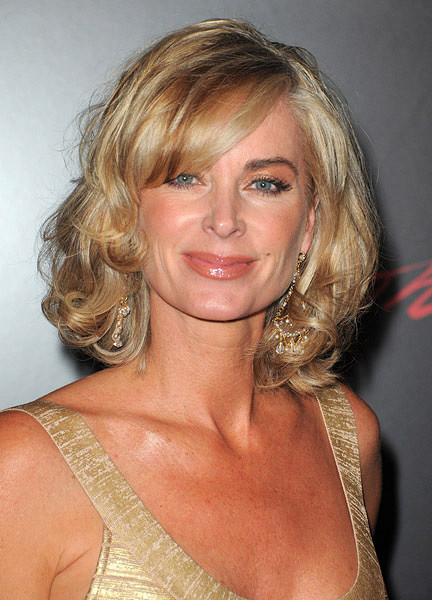
Eileen Davidson
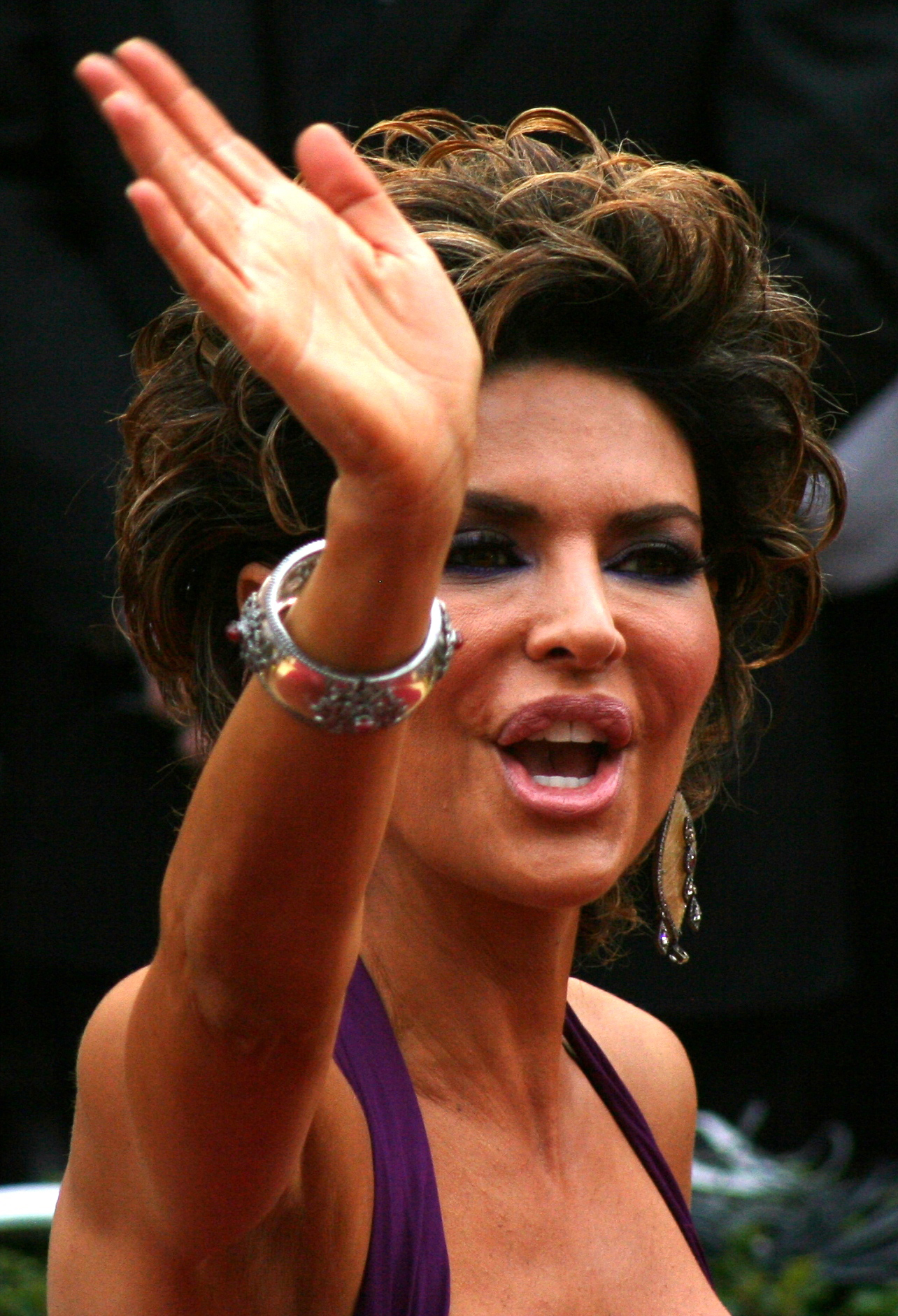
Lisa Rinna
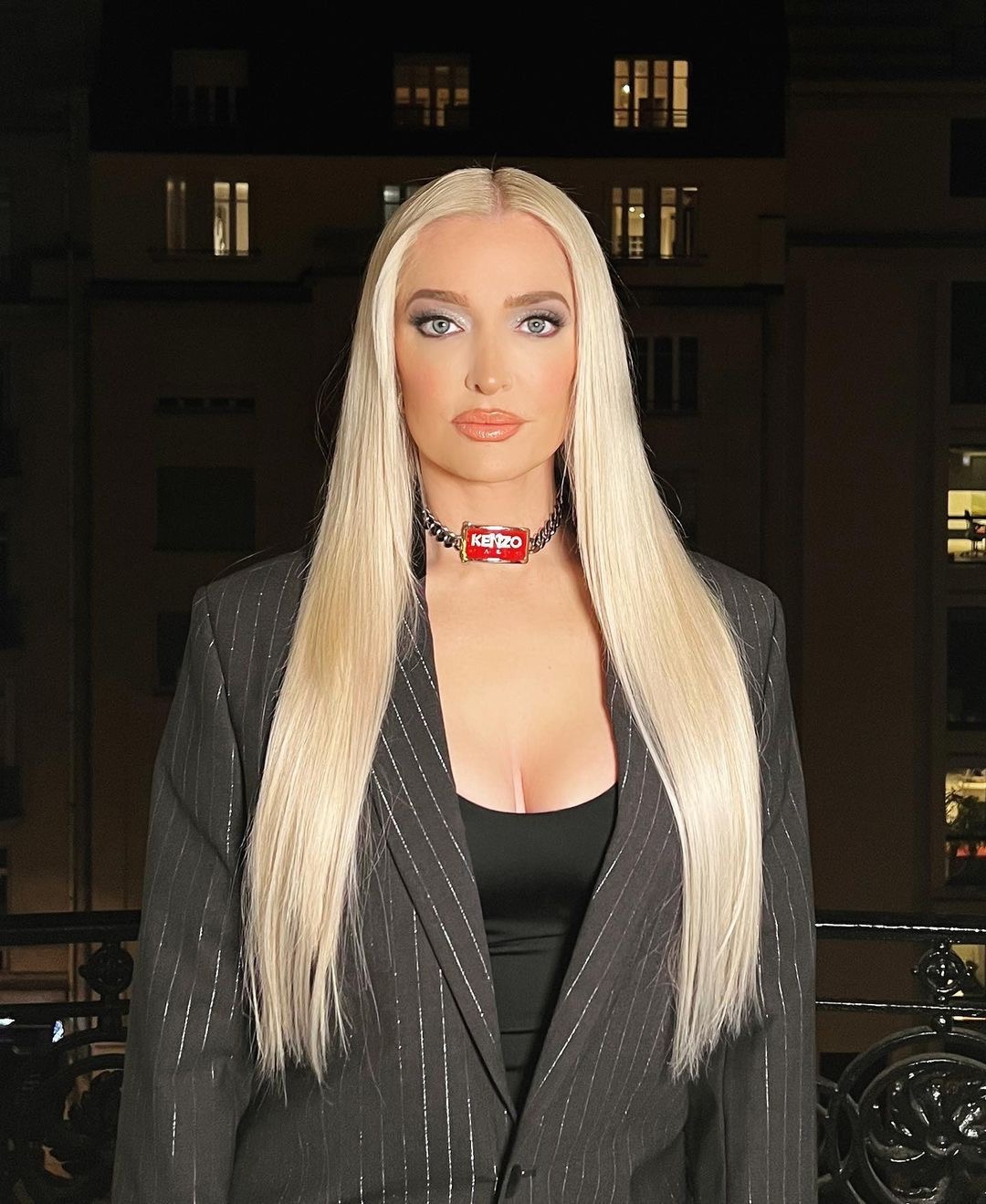
Erika Girardi
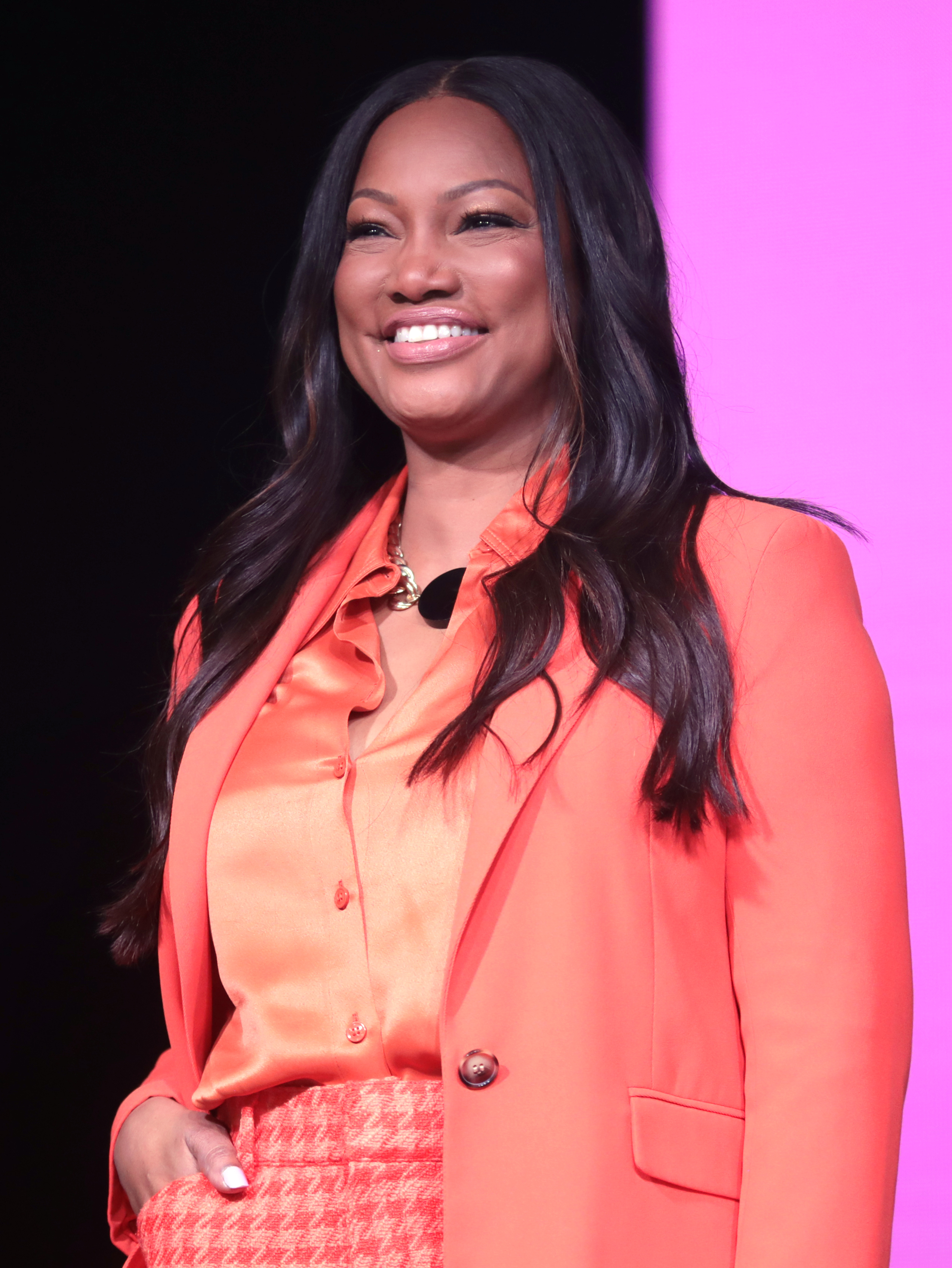
Garcelle Beauvais
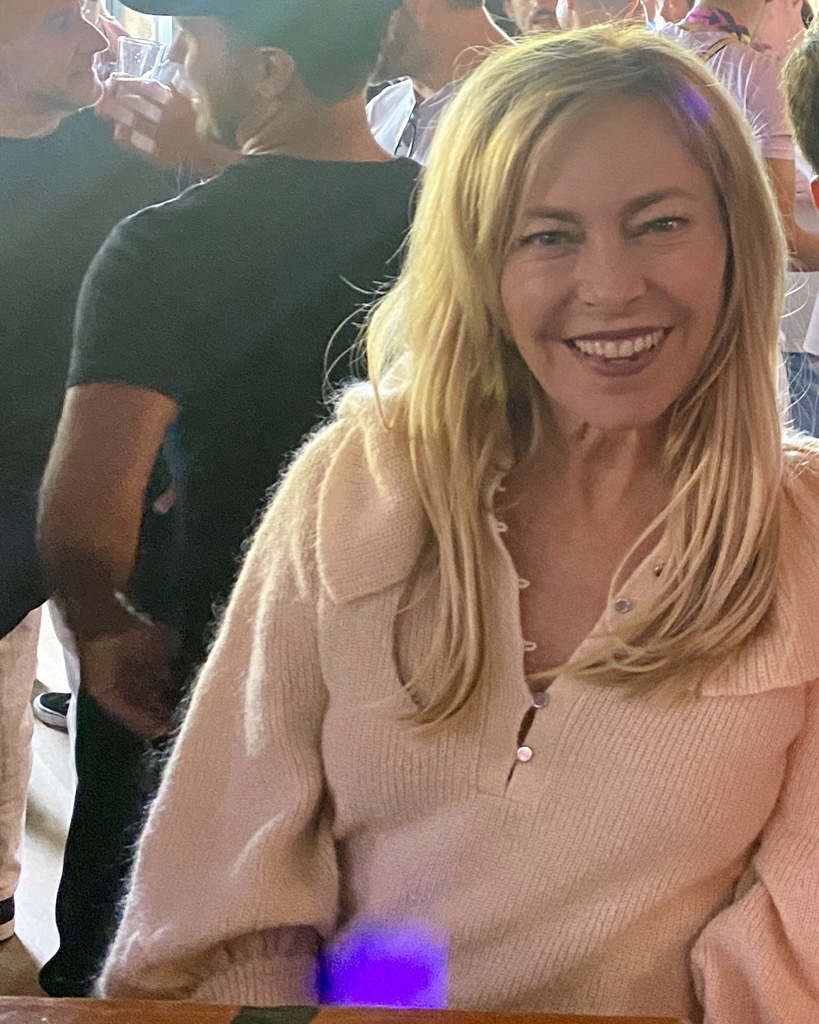
Sutton Stracke
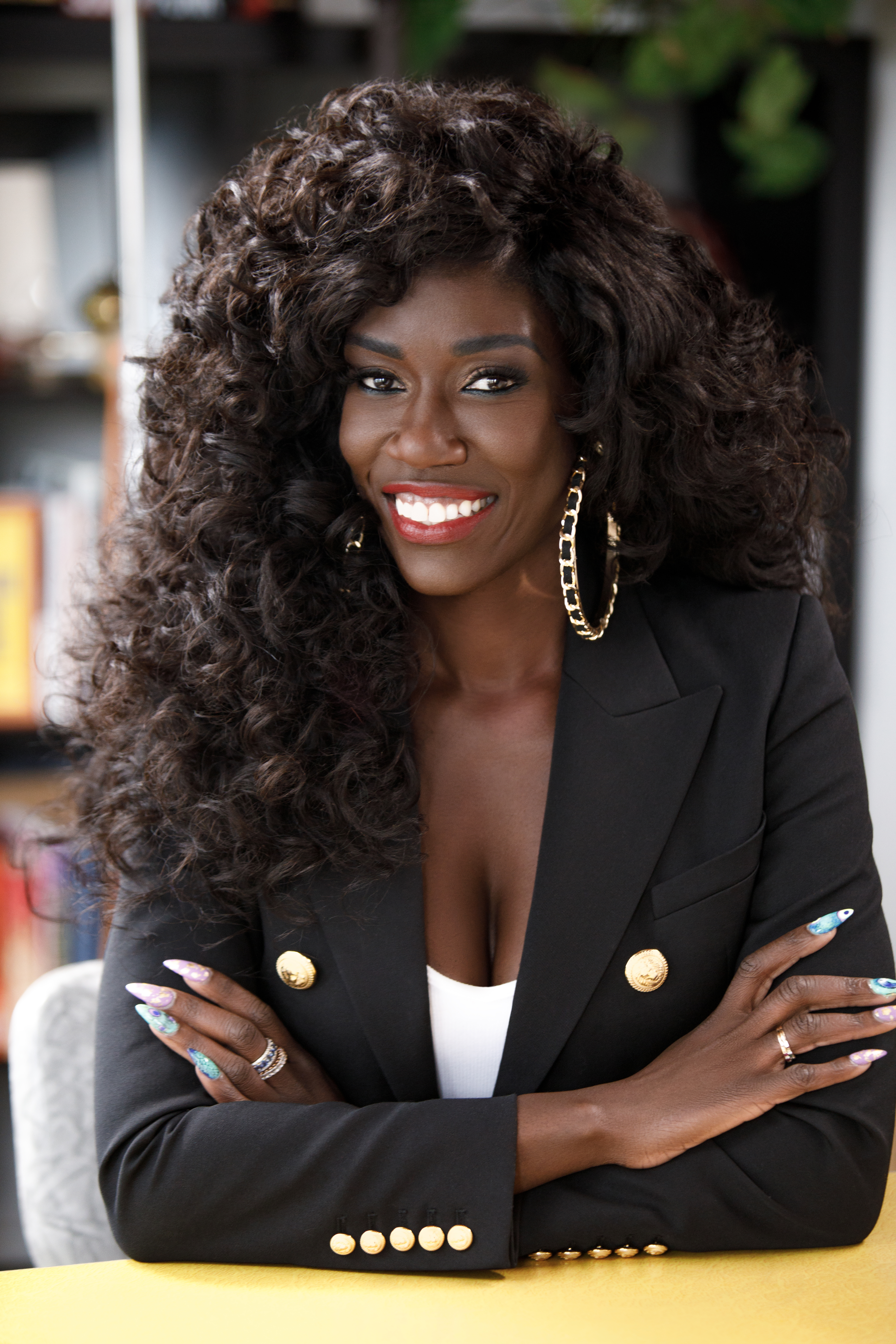
Bozoma Saint John
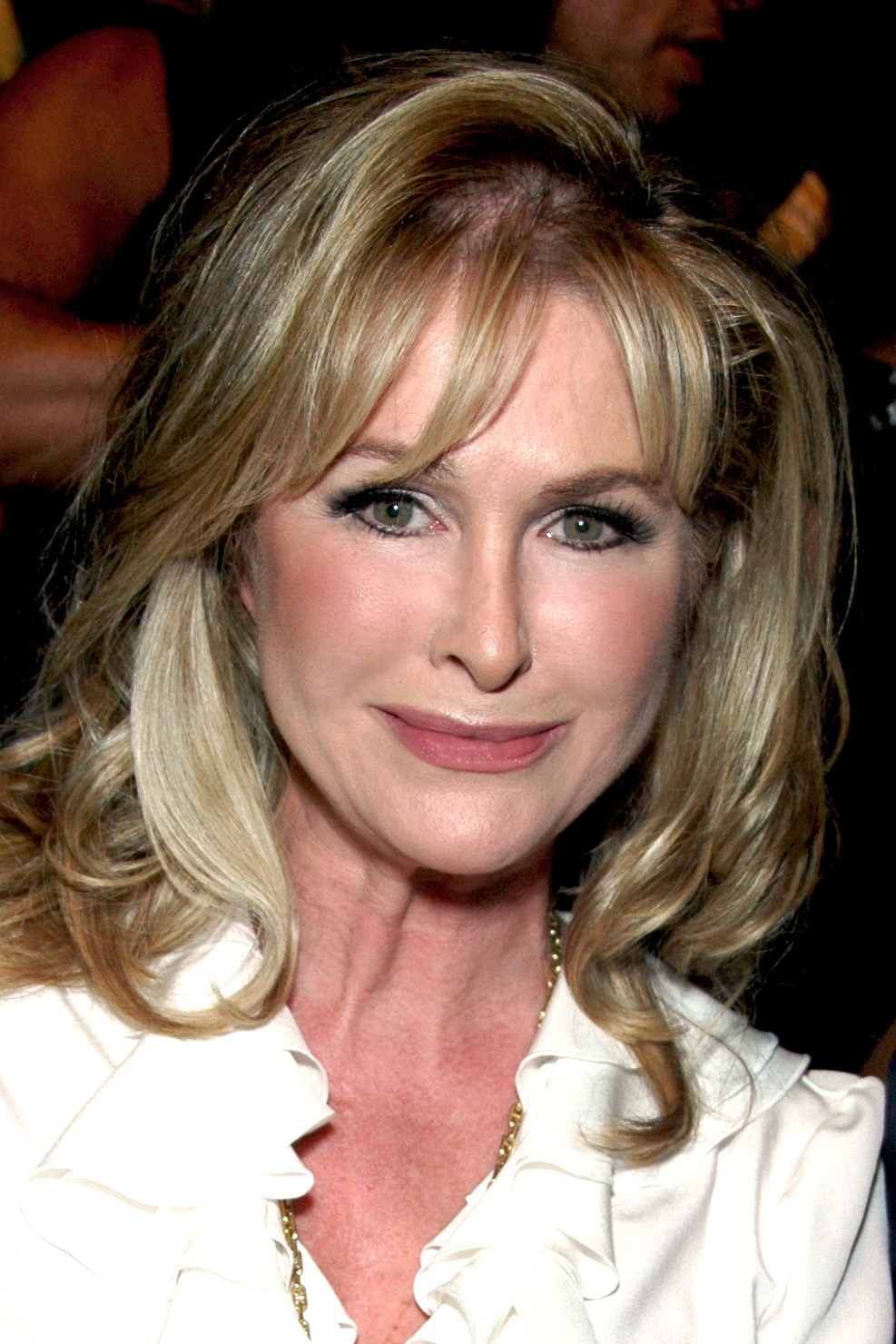
Kathy Hilton
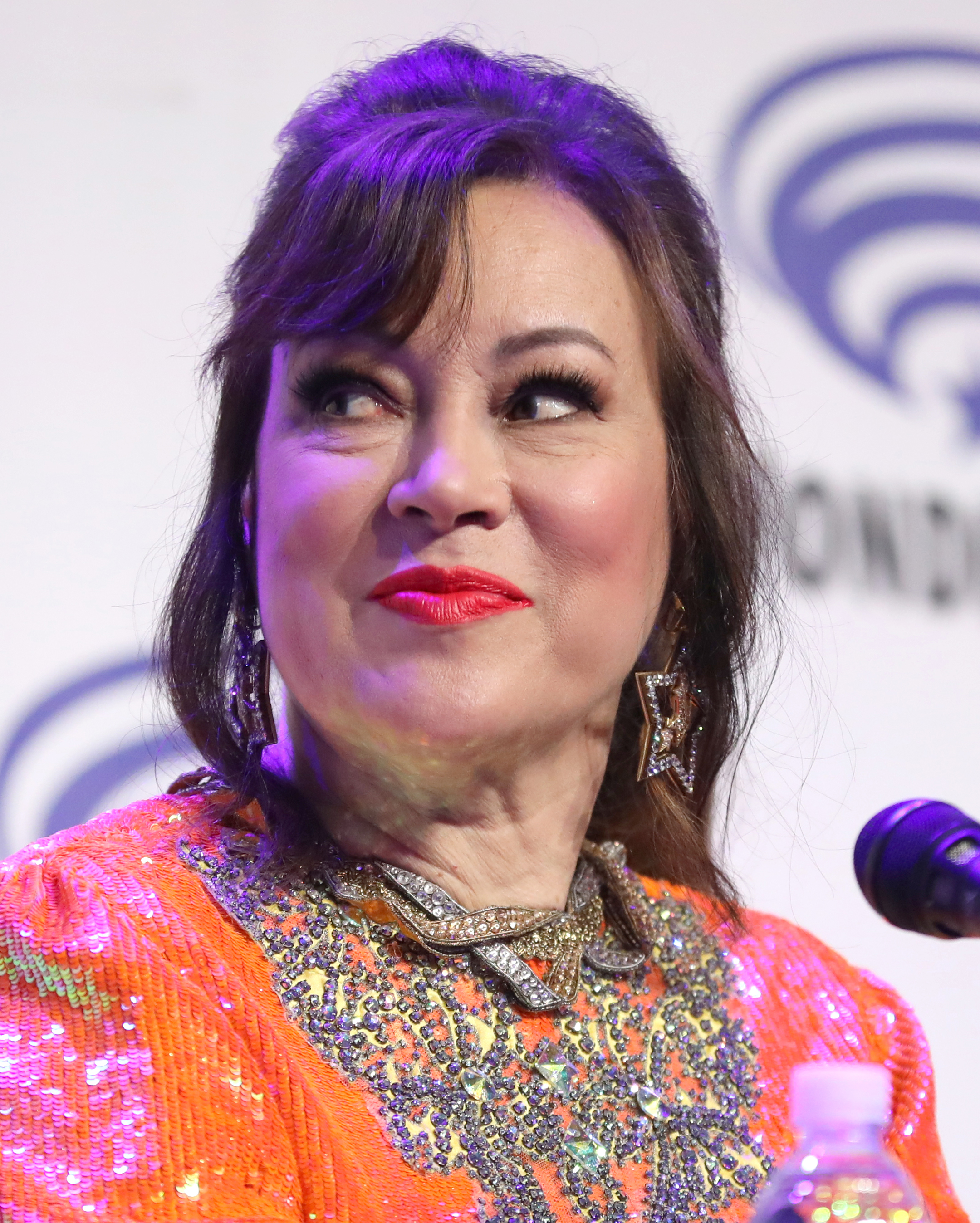
Jennifer Tilly

### Línea temporal de amas de casa
| Amas de Casa           | Temporadas | Temporadas | Temporadas | Temporadas | Temporadas | Temporadas | Temporadas | Temporadas | Temporadas | Temporadas | Temporadas | Temporadas | Temporadas | Temporadas |
| Amas de Casa           | 1          | 2          | 3          | 4          | 5          | 6          | 7          | 8          | 9          | 10         | 11         | 12         | 13         | 14         |
| Actuales               | Actuales   | Actuales   | Actuales   | Actuales   | Actuales   | Actuales   | Actuales   | Actuales   | Actuales   | Actuales   | Actuales   | Actuales   | Actuales   | Actuales   |
| ---------------------- | ---------- | ---------- | ---------- | ---------- | ---------- | ---------- | ---------- | ---------- | ---------- | ---------- | ---------- | ---------- | ---------- | ---------- |
| Kyle Richards          | Principal  | Principal  | Principal  | Principal  | Principal  | Principal  | Principal  | Principal  | Principal  | Principal  | Principal  | Principal  | Principal  | Principal  |
| Erika Girardi          |            |            |            |            |            | Principal  | Principal  | Principal  | Principal  | Principal  | Principal  | Principal  | Principal  | Principal  |
| Dorit Kemsley          |            |            |            |            |            |            | Principal  | Principal  | Principal  | Principal  | Principal  | Principal  | Principal  | Principal  |
| Garcelle Beauvais      |            |            |            |            |            |            |            |            |            | Principal  | Principal  | Principal  | Principal  | Principal  |
| Sutton Stracke         |            |            |            |            |            |            |            |            |            | Amiga      | Principal  | Principal  | Principal  | Principal  |
| Bozoma Saint John      |            |            |            |            |            |            |            |            |            |            |            |            |            | Principal  |
| Antiguas               |            |            |            |            |            |            |            |            |            |            |            |            |            |            |
| Lisa Vanderpump        | Principal  | Principal  | Principal  | Principal  | Principal  | Principal  | Principal  | Principal  | Principal  |            |            |            |            |            |
| Kim Richards           | Principal  | Principal  | Principal  | Principal  | Principal  | Invitada   | Amiga      |            | Invitada   | Invitada   |            |            | Invitada   |            |
| Adrienne Maloof        | Principal  | Principal  | Principal  |            | Invitada   | Invitada   |            | Invitada   |            | Invitada   |            |            |            |            |
| Taylor Armstrong       | Principal  | Principal  | Principal  | Invitada   | Invitada   | Invitada   |            |            |            |            |            |            |            |            |
| Camille Meyer          | Principal  | Principal  | Amiga      |            | Invitada   | Invitada   | Invitada   | Amiga      | Amiga      | Invitada   |            |            | Invitada   | Invitada   |
| Yolanda Hadid          |            |            | Principal  | Principal  | Principal  | Principal  |            |            |            |            |            |            |            |            |
| Brandi Glanville       |            | Amiga      | Principal  | Principal  | Principal  | Invitado   |            |            | Invitada   | Invitada   |            |            |            |            |
| Carlton Gebbia         |            |            |            | Principal  |            |            |            |            |            |            |            |            |            |            |
| Joyce Giraud de Ohoven |            |            |            | Principal  |            |            |            |            |            |            |            |            |            |            |
| Lisa Rinna             |            |            |            | Invitada   | Principal  | Principal  | Principal  | Principal  | Principal  | Principal  | Principal  | Principal  |            |            |
| Eileen Davidson        |            |            |            |            | Principal  | Principal  | Principal  | Invitada   |            | Invitada   |            |            |            |            |
| Kathryn Edwards        |            |            |            |            |            | Principal  |            |            |            |            |            |            |            |            |
| Teddi Mellencamp       |            |            |            |            |            |            |            | Principal  | Principal  | Principal  | Invitada   | Invitada   | Invitada   | Invitada   |
| Denise Richards        |            |            |            |            | Invitada   |            |            |            | Principal  | Principal  |            |            | Invitada   | Invitada   |
| Diana Jenkins          |            |            |            |            |            |            |            |            |            |            |            | Principal  |            |            |
| Crystal Kung-Minkoff   |            |            |            |            |            |            |            |            |            |            | Principal  | Principal  | Principal  |            |
| Anne-Marie Wiley       |            |            |            |            |            |            |            |            |            |            |            |            | Principal  |            |
| Amigas                 |            |            |            |            |            |            |            |            |            |            |            |            |            |            |
| Dana Wilkey            | Invitada   | Amiga      | Invitada   |            |            |            |            |            |            |            |            |            |            |            |
| Faye Resnick           | Invitada   | Invitada   | Amiga      |            | Invitada   | Invitada   |            | Invitada   | Invitada   | Invitada   |            | Invitada   | Invitada   | Invitada   |
| Marisa Zanuck          |            |            | Amiga      |            |            |            |            |            |            |            |            |            |            |            |
| Eden Sassoon           |            |            |            |            |            |            | Amiga      |            |            |            |            |            |            |            |
| Kathy Hilton           | Invitada   |            | Invitada   | Invitada   | Invitada   |            |            |            | Invitada   | Invitada   | Amiga      | Amiga      | Invitada   | Amiga      |
| Sheree Zampino         |            |            |            | Invitada   |            |            |            |            |            | Invitada   | Invitada   | Amiga      |            |            |
| Jennifer Tilly         |            |            |            |            |            |            |            |            |            | Invitada   |            | Invitada   | Invitada   | Amiga      |

## Episodios
| Temporada | Temporada | Episodios | Estreno de la temporada | Final de la temporada    | Rating (en millones) |
| --------- | --------- | --------- | ----------------------- | ------------------------ | -------------------- |
|           | 1         | 17        | 14 de octubre de 2010   | 20 de enero de 2011      | 1.92                 |
|           | 2         | 24        | 5 de septiembre de 2011 | 23 de enero de 2012      | 2.17                 |
|           | 3         | 22        | 5 de noviembre de 2012  | 25 de marzo de 2013      | 1.99                 |
|           | 4         | 23        | 4 de noviembre de 2013  | 10 de marzo de 2014      | 1.81                 |
|           | 5         | 23        | 18 de noviembre de 2014 | 21 de abril de 2015      | 1.81                 |
|           | 6         | 24        | 1 de diciembre de 2015  | 10 de mayo de 2016       | 1.75                 |
|           | 7         | 21        | 6 de diciembre de 2016  | 25 de abril de 2017      | 1.73                 |
|           | 8         | 22        | 19 de diciembre de 2017 | 15 de mayo de 2018       | 1.63                 |
|           | 9         | 24        | 12 de febrero de 2019   | 30 de julio de 2019      | 1.66                 |
|           | 10        | 20        | 15 de abril de 2020     | 23 de septiembre de 2020 | 1.46                 |
|           | 11        | 24        | 19 de mayo de 2021      | 3 de noviembre de 2021   | 1.19                 |
|           | 12        | 24        | 11 de mayo de 2022      | 26 de octubre de 2022    | 1.16                 |
|           | 13        | 20        | 25 de octubre de 2023   | 13 de marzo de 2024      | 1.15                 |